# Giuseppe Marchese
Giuseppe „Pino“ Marchese (* 12. Dezember 1962 in Palermo) ist ein ehemaliges Mafia-Mitglied der sizilianischen Cosa Nostra, der mit seiner Aussage auf dem Maxi-Prozess von Palermo zu einem wichtigen Zeugen (Pentito) der Staatsanwaltschaft wurde. Er gehörte zu der „Squadra della Morte“ (Todesschwadron), die im Auftrag der Corleonesi eine Serie von Morden in Palermo und Umland begangen. Sein Vater Vincenzo und sein Onkel Filippo Marchese waren hohe Mitglieder der Corso-dei-Mille Familie, die der Palermitaner Achse Bontade-Inzerillo-Badalamenti abtrünnig wurden und ab 1981 für die Corleonesi arbeiteten.

## Laufbahn innerhalb der Mafia
Giuseppe Marchese wurde mit den harten Gepflogenheiten der Mafia früh vertraut gemacht. Im Alter von 16 Jahren beabsichtigte er ein Mädchen zu heiraten, dessen Eltern getrennt lebten. Nach dem Kodex der sizilianischen Mafia galt dies als unverzeihliches Sakrileg. Sein Bruder Antonino „Nino“ schlug vor, den Vater dieses Mädchens zu töten, um die Ehre wiederherzustellen und das Mädchen daher auf rechtmäßigem Wege heiraten zu können. Falls Giuseppe dies nicht tun würde, würde er dies tun. Daraufhin brach Giuseppe die Beziehung zu dem Mädchen ab.
Sein Initiationsritus erlebte Giuseppe Marchese im Jahr 1980 im Alter von 17 Jahren. Seine Patenonkel waren Salvatore Riina und Leoluca Bagarella, zwei Bosse der Corleonesi-Fraktion. Giuseppe Marcheses Zugehörigkeit zur Mafia wurde geheim gehalten, damit er ungestört Aufträge für Riina und seinen Onkel Filippo durchführen konnte. Ihm wurden zahlreiche Morde im Zuge des Zweiten Mafiakrieges zur Last gelegt, die von den Corleonesi befohlen waren. Darunter unter anderem auch die Tötung von Stefano Bontade, Salvatore Inzerillo und Santo (der Bruder von Inzerillo).
Im Alter von 19 Jahren war er am „Weihnachtsmassaker“ (Strage di Natale), am 25. Dezember 1981, in Bagheria beteiligt und tötete zusammen mit Filippo Marchese und Giuseppe „Scarpuzzedda“ Greco drei verfeindete Mafiosi, unter anderem Giovanni Di Peri, das Oberhaupt der Villabate-Familie.
Am 15. Januar 1982 wurde Giuseppe Marchese festgenommen und für seine Tatbeteiligung am „Weihnachtsmassaker“ verurteilt. Der Forensiker Dr. Paolo Giaccone, der Giuseppe Marcheses Fingerabdrücke an einem der Fluchtfahrzeuge fand, wurde später von Rosario Rotolo, einem der Killer aus Filippo Marcheses Todesschwadron ermordet.

## Verhaftung und Verurteilung
Am 11. Mai 1989 erschlugen Giuseppe Marchese und sein Bruder Antonino Marchese ihren Mithäftling Vincenzo Puccio, den Boss des Mandamento von Ciaculli. Puccio hatte zuvor erfolglos versucht, Salvatore Riina und Bernardo Provenzano zu stürzen. Der Befehl, Puccio zu exekutieren, kam direkt von Riina, welcher am gleichen Tag, nur etwa eine Stunde später, auch Vincenzo Puccios Bruder Pietro ermorden ließ. Daraufhin wurden die beiden Marchese-Brüder zu lebenslangen Haftstrafen verurteilt.
1992 wurde Giuseppe Marchese zum Pentito und arbeitete mit der Staatsanwaltschaft zusammen. Sein Motiv war, dass er sich am Ende durch Riina verraten fühlte. Insgesamt gab er seine Beteiligung an 20 Morden zu und wurde zum ersten Staatszeugen der siegreichen Corleonesi-Fraktion im Zweiten Mafiakrieg.
Giuseppes Schwester Vincenzina war seit 1991 mit Leoluca Bagarella (Giuseppes Patenonkel) verheiratet. Am 12. Mai 1995 beging sie nach einer Aussage des Pentito Toni Calvaruso vorgeblich Selbstmord, da sie unter einer Reihe von Fehlgeburten litt und es nicht verkraften konnte, dass ihr Bruder Giuseppe die Seiten gewechselt hatte.

### Erläuterungen und Einzelnachweise
1. ↑  zu deren Mitgliedern gehörten Antonino Madonia, Calogero Ganci, Filippo Marchese, Antonino Marchese, Giuseppe „Pino“ Marchese, Gaetano Carollo, Giuseppe Lucchese, Giuseppe Giacomo Gambino und Mario Prestifilippo
2. ↑  Reputed Head of the Mafia Is Arrested in Palermo Chase. The New York Times. 26. Juni 1995
3. ↑  Italien. Je brutaler, desto besser. Focus Magazin Nr. 27, 1995 (Seite nicht mehr abrufbar, festgestellt im Mai 2025. Suche in Webarchiven)  Info: Der Link wurde automatisch als defekt markiert. Bitte prüfe den Link gemäß Anleitung und entferne dann diesen Hinweis.